# Fredrik Bjerkeengen
Fredrik Bjerkeengen, né le 11 novembre 1988, est un sauteur à ski norvégien.

## Carrière
Licencié au Kolbukameratene IL, il fait ses débuts internationaux en 2005 dans la Coupe FIS. En 2006, il fait ses premiers pas en Coupe continentale, dans laquelle il obtient son premier podium en 2009 et sa première victoire en 2013 à Titisee-Neustadt. Il découvre la Coupe du monde en novembre 2012 à Lillehammer, avant de marquer ses premiers points au mois de février suivant à Harrachov (24e).

## Palmarès

### Coupe du monde
- Meilleur classement général : 68e en 2013.
- Meilleur résultat individuel : 24e.

#### Différents classements en Coupe du monde
| Année     | Classement général final |
| 2012-2013 | 68e                      |

### Coupe continentale
- 2e de la saison hivernale 2012-2013.
- 9 podiums, dont 2 victoires.